# Carl Wilhelm Sternenberg
Carl Wilhelm Sternenberg (* 31. Januar 1803 in Schwelm; † 29. November 1870 ebenda) war ein deutscher Kaufmann und Politiker.
Sternenberg, der evangelisch-lutherischer Konfession war, war Kaufmann und Webereibesitzer in Schwelm. 1865 gehörte er für den Stand der Städte, den Wahlbezirk Mark für die Städte Schwelm, Hagen und Altena dem Provinziallandtag der Provinz Westfalen an.